# Triatoma rubida
Triatoma rubida es un insecto heteróptero de la familia Reduviidae. Esta especie se la puede hallar en Centro y Norte América, en países como Estados Unidos y México. Se ha encontrado Triatoma rubida infectado naturalmente por Trypanozoma cruzi, por lo que puede ser considerado como vector de la enfermedad de Chagas.

## Características
La longitud máxima del adulto macho de esta especie es de entre 15,5 y 20 mm. mientras que la hembra es de 19,5 a 23,0 mm.
El color de fondo del cuerpo es de marrón a negro. La cabeza es rugosa y es tan larga como el pronoto. El pronoto es oscuro, con lóbulo anterior no granuloso y sin tubérculos discales o laterales. Los élitros se extiende hasta el vértice del abdomen; mientras que las suturas intersegmentarias presentan líneas de color naranja a rojo. Las patas y el abdomen son uniformemente negros.

## Subespecies
Las siguientes dos subespecies pertenecen a la especie Triatoma rubida:
- Triatoma rubida rubida (Uhler, 1894)
- Triatoma rubida uhleri Neiva, 1911